# Lucia Cunanan
Lucia "Lucing" Cunanan właśc. Lucia Lagman, (ur. 1927 lub 1928 w La Paz, zm. 16 kwietnia 2008 w Angeles) – filipińska restauratorka i szef kuchni.

## Życiorys
Urodziła się w małej miejscowości we wschodniej części prowincji Tarlac, jako Lucia Lagman. Po ślubie z Victorino Cunananem przeniosła się do Pampanga i w 1974 założyła restaurację Alin Lucing w mieście Angeles. Prowadzona przez nią restauracja zasłynęła z potrawy o nazwie sisig, która została uznana za wynalazek Lucii i stała się jedną z najpopularniejszych na Filipinach. Angeles zyskało miano Stolicy Sisig, a samą Lucię Cunanan nazywano Królową Sisig. O swoim daniu Lucia opowiadała w audycjach telewizyjnych i na stronie Departamentu Turystyki Filipin.
16 kwietnia Lucia została zamordowana w swoim własnym domu. Na jej ciele znaleziono 10 ran kłutych. Policja zatrzymała podejrzanego o morderstwo męża ofiary, 85-letniego Victorino Cunanana.